# Salvador Guardiola
Pour les articles homonymes, voir Guardiola.
Guardiola  Torá est un nom espagnol. Le premier nom de famille, en général paternel, est Guardiola ; le second, en général maternel, souvent omis, est Torá.
Salvador Guardiola Torá, né le 5 septembre 1988, est un coureur cycliste espagnol.

## Palmarès sur route

### Par années
- 2004
  - 3e du championnats d'Espagne du contre-la-montre cadets
- 2007
  - Premio Primavera
- 2010
  - 2e du Circuito Guadiana
- 2013
  - 3e du Grand Prix OST Manufaktur
- 2015
  - 3e du Tour de Hokkaido
- 2017
  - 1re étape du Tour de Tochigi

### Classements mondiaux
| Année           | 2012   | 2013 | 2014 | 2015 | 2016 | 2017 |
| --------------- | ------ | ---- | ---- | ---- | ---- | ---- |
| UCI Asia Tour   |        |      | 404e | 149e | 353e | 25e  |
| UCI Europe Tour | 1 031e |      |      |      |      | 612e |

## Palmarès sur piste

### Championnats d'Europe
- Athènes 2006
  -  Médaillé de bronze de la course aux points juniors

### Championnats nationaux
- 2006
  -  Champion d'Espagne de course aux points juniors
  - 3e du championnat d'Espagne de l'américaine juniors
- 2007
  -  Champion d'Espagne de poursuite espoirs
- 2008
  - 2e du championnat d'Espagne de poursuite espoirs
- 2009
  - 3e du championnat d'Espagne de poursuite espoirs
  - 3e du championnat d'Espagne de course aux points espoirs
- 2012
  - 2e du championnat d'Espagne de poursuite par équipes